# Lukáš Bartošák
Lukáš Bartošák (* 3. července 1990 Brumov-Bylnice) je český profesionální fotbalista, který hraje na pozici levého obránce či záložníka za český klub FC Trinity Zlín. V roce 2015 odehrál také 1 utkání v dresu české reprezentace.

## Klubová kariéra
Svoji fotbalovou kariéru začal v moravském klubu FC Elseremo Brumov, kde se propracoval do prvního týmu, za který hrál divizi. V zimním přestupovém období sezony 2009/10 zamířil na hostování do mužstva FC Hlučín. S týmem v sezoně 2010/11 sestoupil do ČFL. V červenci 2011 přestoupil po návratu z hostování z Brumova do MFK Karviné, i když měl nabídky z 1. ligy z mužstev 1. FC Slovácko a SK Dynamo České Budějovice. Po roce podepsal kontrakt s týmem FK Viktoria Žižkov.

### FC Slovan Liberec
V létě 2015 zamířil do klubu FC Slovan Liberec, kde podepsal smlouvu na tři roky a dostal dres s číslem 26. Do týmu hráče přivedl trenér Trpišovský, který ho vedl na Žižkově společně s dalšími fotbalisty, kteří s ním působili ve Viktorii Žižkov (Davidem Hovorkou a Zdeňkem Folprechtem). 18. července 2015 nastoupil k utkání českého Superpoháru, kde Viktoria Plzeň porazila FC Slovan Liberec 2:1 (hráč vstřelil jediný gól Liberce). V dresu Slovanu debutoval v prvoligovém utkání 1. kola (26. 7. 2015) proti FK Mladá Boleslav (výhra Liberce 4:2), nastoupil na celý zápas. S Libercem se představil v Evropské lize 2015/16. V jarní části sezóny 2016/17 příliš šancí v sestavě nedostával.

### FC Fastav Zlín
V červnu 2017 se dohodl na tříleté smlouvě s klubem FC Fastav Zlín, vrátil se tak do rodného kraje.
Již 23. června 2017 slavil se zlínským týmem zisk trofeje, premiérového Česko-slovenského Superpoháru (po zdolání Slovanu Bratislava).

## Reprezentační kariéra
V listopadu 2015 jej nominoval trenér Pavel Vrba do českého reprezentačního A-týmu pro přátelské zápasy se Srbskem a Polskem. Debutoval 17. 11. 2015 ve Vratislavi v utkání proti Polsku, nastoupil v základní sestavě (prohra 1:3).

### Reprezentační zápasy
Zápasy Lukáše Bartošáka v A-týmu české reprezentace
| 2015                | 1 | 0 |
| Celkem              | 1 | 0 |
| Platí k 28. 6. 2017 |   |   |